# 安托尼夫卡 (克羅列韋茨區)
51°25′38″N 33°44′14″E / 51.42722°N 33.73722°E
安東尼夫卡（烏克蘭語：Антонівка）是位於烏克蘭東北部的村莊，由蘇梅州科諾托普區的克羅萊韋茨市鎮負責管轄。該村分別距離謝爾比尼夫卡2公里和利特維諾維奇3公里，海拔高度128米，2001年人口16。